# Sonnenallee
Sonnenallee (slovensko Sončna aleja) je ulica v Berlinu, kjer je bil v času razdeljene Nemčije mejni prehod med vzhodnim in zahodnim delom Berlina. Leta 1999 so posneli film, ki se ki dogaja na Sončni aleji in na humoren način prikazuje življenje najstnika Michaela v bivši NDR.
Leta 2000 je bil film nagrajen z nemško filmsko nagrado (nemško Deutscher Filmpreis).

## O filmu
- Slovenski naslov: Sončna stran ulice
- Naslov v izvirniku: Sonnenallee
- Režija: Leander Haussmann
- Scenarij:
  - Thomasa Brussig
  - Detlev Buck
  - Leander Haussmann
- Glasba:
  - Stephen Keusch
  - Paul Lemp
- Igralci:
  - Alexander Scheer - Michael Ehrenreich
  - Alexander Beyer - Mario
  - Robert Stadlober - Wuschel
  - Teresa Weißbach -  Miriam Sommer
  - Katharina Thalbach - gospa Ehenreich
  - Elena Meißer - Sabrina
  - Detlev Buck - ABV
  - Henry Hübchen - gospod Ehnereich
  - David Müller – Brötchen
  - Martin Moeller – Kosscke
  - Patrick Güldenberk – Appel
  - Annika Kuhl – Sabine
  - Ignaz Kirchner – stric Heinz
  - Benno Frevert – Miriamin brat